# 海出人

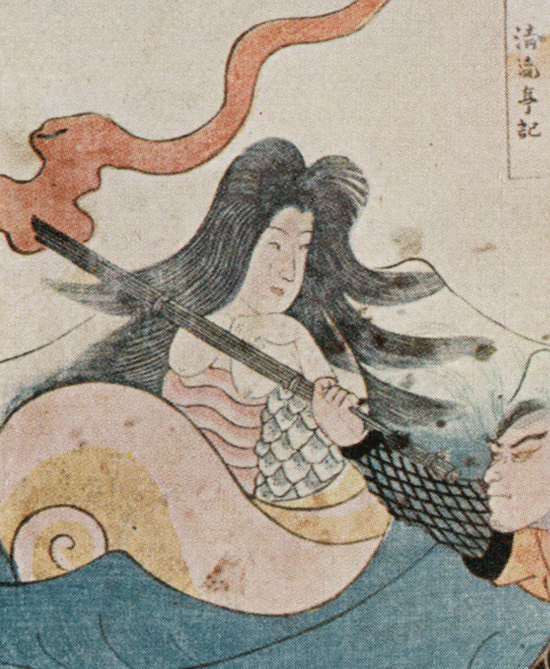
『海出人之図』（江戸時代末期に出版された錦絵）に描かれた海出人。

海出人（かいでにん、うみでびと、読み方不詳）またはかいし人、人貝（ひとかい）等は、日本に伝わる妖怪。下半身が巻貝のような人魚の変形。
嘉永2年（1849年）、越後国の新発田（しばた）城に近い福島潟の海中に光って出現し、柴田 / 芝田（しばた）姓の武士が確認すると、吉凶にまつわる予言を言い残したとされる。

## 概要
『海出人之図』と題する錦絵が現存する。その詞書によれば、越後国福島潟というところに夜な夜な「光物（ひかりもの）」が出現し、女性の声で人に呼びかけたため、当閏4月、武術にたけた浪人の柴田旦（しばた・あきら）というものが探索した。するとそれは海中に棲む「海出人（）」（もしくは「うみでびと」）だと名乗り出て、五年の豊作、のち悪い「風病（かぜ）」が流行し、世の中の人々は六分どおり死ぬと予言した。だが自分の絵姿を見れば、病を回避しうるとして、絵の写しを家に貼って朝夕眺めるようにと教示して消えた、という。
絵は女性の人魚似だが、下半身が魚でなく巻貝のようである。頭部のみ人型のいわゆる人面魚ではなく、胸あたりに人間の乳房が付いた姿で描かれている。あるいは巻貝のようなものに入っているとの解釈もされる。

## 諸本
『海出人之図』には事件が起きた年が欠けているが、異本に『越後国人貝の図』があり、「嘉永二歳閏四月」と付記されるので1849年の案件とみなせる。「柴田忠太」が確かめに行き、海中から「人貝（）」が姿を現した。
無題の異本に「越後の国に光り物出て女の声にて人を呼ぶ…」に始まる例がある。場所が「福島名田吉」と記されるが、福島潟とみなされており、「光り物」に遭遇したのは「芝田忠兵衛」と書かれている。木版多色刷りの一枚絵は、胸部は鱗状だが人間の素脚をした妖怪が雲に乗っているような構図で描かれており、貝の存在が希薄になっている。
江戸東京博物館に所蔵されている一枚刷りでも、巻貝のような似た妖怪の絵が描かれており福島潟に出現したことが書かれている。こちらでは遭遇者は加助という船頭とされており、柴田忠三郎という名は代官として登場している。妖怪の描写にも「髪の毛くろぐろと」や「かほからだ（顔体）もゆる火のごとくまっかに光り」などの他の資料に無い細かな描写が見られるが、情報の前後関係は不明である。この一枚刷りでは自身について「かいし人」であると妖怪は語っている。

### 祖本・予言獣図の販売
また嘉永2年（酉年）には「閏四月中旬　越後福島潟人魚之事」と題した摺物が、6月頃から販売されだしたと『藤岡屋日記』に記されている。これは上述の『海出人之図』や無題「越後の国に光り物..」と同類のものとみなされており、詞書も似ている（「柴田忠三郎」が「水底に住者」に遭遇）。ただし、日記に模写された絵は、見比べると構図（ポーズ）は酷似するものの、『海出人之図』とちがい、下半身が明らかにとぐろを巻いた蛇体（龍体）に描かれており、首から下は鱗で覆われた胸部である。
同年の七月には少し違う題名で出ており、その後も次々に十六種類の版が出されたとしている。
日記が写した添え文にすでに人魚が「あたりへ光明を放ちて」とあるが、後には福島潟に「夜な／＼光り物」出て、「其所之侍柴田右三郎」が目撃し「海中に住人」なりと名乗った、という微妙に異なる内容の文書が出回っている（菊池家蔵本?）。地名がさらに「福島名田吉」に転訛した「光り物」の異本については既述した。
『海出人之図』に至っては、詞書の筆者は「清流亭」と記されるが、改印や版元の表記もなく脱法的な際物として販売されたものであるとみられる。

## 柴田・芝田某
『海出人之図』では浪人とされたが、もし本来は「其の所の」士だとすれば、すなわち新発田（しばた）城の家臣が「しばた」姓の人間だったということになる。ちなみに「柴田」「芝田」姓の者はアマビコ、アマビエ、アリエの目撃者として言及されており、関連性が指摘されている。

## 類型とみられる作品
『海出人之図』と似た構図の錦絵に「寛文九己酉年佐渡の海に出たる時の古図」という画中画をもつ作品も存在しており、描かれている妖怪は亀のような大きな甲羅を体につけている。越後の福島潟に出現したとされる部分は共通しているが、文の構成は『海出人之図』などとは少し異なっており、勇士は登場せず、とある村の旧家の者が「寛文9年（1669年）に佐渡の海に似たものが出たことがある」と過去にもあった出来事として語るかたちで「豊作や悪風邪についての予言」や「絵を家におけば病をまぬがれる」といった内容が書かれている。この絵は「亀女」という名称で紹介されているが、文中に自分の名を語っている箇所などは無い。船頭が遭遇したという点は「かいし人」の例にも近い。